# 富山市公会堂
富山市公会堂（とやましこうかいどう）は、かつて富山県富山市に存在したホールである。

## 概要

### 沿革
富山市においては富山大空襲による戦災以来、多人数を収容し得る公会堂がなく、大規模な会合や行事を開催できなかったので、富山産業大博覧会を機として富山市長富川保太郎はその建設を市議会に諮り、1953年（昭和28年）6月11日よりその建設に着手した。基本設計は審査の結果、松田平田設計事務所のものが採用され、鉄道工業株式会社がその建設を担当した。同年7月13日に旧富山市立総曲輪小学校跡地にて起工式が行われ、1954年（昭和29年）3月末に鉄筋4階建ての外装は完成したが、工事未了のまま1954年（昭和29年）4月11日には当公会堂において富山産業大博覧会の開会式およびNHKの番組『三つの歌』の公開録音を挙行。また同年4月17日には富山市公会堂の開場式を催行し、こけら落しの記念講演として宮中雅楽を演奏した。富山産業大博覧会終了後も内装及び外装の工事を進め、同年11月20日に富山市役所庁舎と共に竣工し、盛大な祝賀会を挙行した。
富山市公会堂は鉄筋コンクリート造の4階建て（一部5階有り）で敷地面積は1125坪、総工費は2億6千4百万円であった。ブロックスタイルに垂直ルーバを施しガラスを多用した当時最新の建築は、全国有数の公会堂として日比谷公会堂や大阪市中央公会堂と並び称せられ、内部には廻り舞台やオーケストラボックス、音響板等の設備を有していた。1956年（昭和31年）6月11日には工費7百万円を以てシネマ・スコープ映写機が完成し、映画の上映も行えるようになった。また開館から1960年（昭和35年）3月までは3階に富山県信用保証協会の事務所がテナントとして入居し、1987年（昭和62年）10月から1989年（平成元年）10月までは富山市立富山外国語専門学校が別館を校舎として利用していた。
1982年（昭和57年）11月12日から3月末にかけて、大規模な改修を実施している。
しかし、1989年（平成元年）2月26日に富山市は公会堂の老朽化を理由にその改築に乗り出す旨を表明した。折から行われていた富山駅北地区の再開発事業である「とやま都市MIRAI計画」の一環として新公会堂は富山駅北に移転新築することとなり、1992年（平成4年）10月2日にはその基本構想答申案がまとめられた。1993年（平成5年）10月28日には基本設計が決定し、1994年（平成6年）5月20日は新公会堂たる富山市芸術文化ホールの起工式を挙行。1995年（平成7年）10月30日に愛称を「オーバード・ホール」と決定した新公会堂は、1996年（平成8年）6月28日に本体工事を完了し、同年9月22日に完成記念式典を挙行した。これによって富山市公会堂はその役目を新公会堂に譲り、1997年（平成9年）3月31日に富山県立富山高等学校吹奏楽部が最後の公演「第四十五回富山高校スプリングコンサート」を行い43年の役割を終え閉館した。同年5月8日からはその解体工事に入り、1999年（平成11年）8月28日にはその跡地に富山全日空ホテル（現 ANAクラウンプラザホテル富山）が開業した。

### 建築
富山市公会堂竣工当時の建築概要は次の通りであった。耐震対策として35糎コンクリートパイルを用い、防火対策としては防火シャッターや消火栓30個を完備し、夏季及び冬期に用いる空調も備えられていた。
- 敷地面積 - 1125坪
- 建築面積
  - 地階 - 133.689坪
  - 1階 - 848.334坪
  - 2階 - 511.987坪
  - 3階 - 295.025坪
  - 4階 - 204.229坪
  - 5階 - 149.029坪
  - 屋階 - 17.962坪
- 構造
  - 公会堂部 - 鉄筋コンクリート造4階建て
  - 集会部 - 鉄筋コンクリート造5階建て

建設工事中の富山市公会堂
富山市公会堂内部

## 公演を行った主な実演家

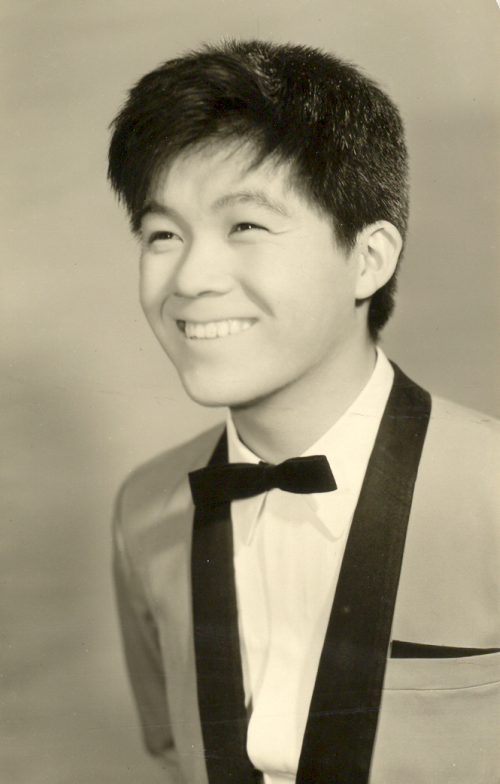
富山市公会堂で公演を行ったことがある坂本九

- 坂本九（1962年（昭和37年）9月9日）[24]
- ウィーン・フィルハーモニー管弦楽団（1973年（昭和48年）3月24日）[25]
- アレクサンドロフ・アンサンブル（1976年（昭和51年）5月9日）[26]
- サザンオールスターズ（1982年（昭和57年）12月1日）[27]
- 南佳孝（1985年（昭和60年）3月31日）[28]
- 小泉今日子（1985年（昭和60年）4月4日）[28]
- THE ALFEE（1985年（昭和60年）10月9日）[29]
- LOUDNESS（1986年（昭和61年）5月11日）[30]
- とんねるず（1988年（昭和63年）6月29日、1989年（平成元年）6月19日、1990年（平成2年）8月23日）[31]
- PERSONZ（1991年（平成3年）4月2日、1992年（平成4年）4月28日）[32]
- スピッツ（1996年（平成8年）1月30日）[33]
- シャ乱Q（1996年（平成8年）3月6日）[34]

## 公演を行った主な劇団
- 劇団民藝『泰山木の木の下で』（1964年（昭和39年）4月22日）[35]
- モーリス・ベジャール・バレエ団（1988年（昭和63年）11月7日、1994年（平成6年）5月18日）[36][37]